# Eron Tabor
Eron Tabor (2 de febrero de 1944) es un actor, guionista y productor de cine estadounidense.
Es conocido principalmente por interpretar a Johnny en la película I Spit on Your Grave, conocida como Escupiré sobre tu tumba, de 1978 dirigida por Meir Zarchi.

## Filmografía

### Como actor
- 1978: I Spit on Your Grave de Meir Zarchi : Johnny

### Como productor
- 2009 : Gordon Date Lifter (cortometraje) (productor - como Ron Shetler)
- 2005 : Acting Class (cortometraje) (productor - como Ron Shetler)

### Como escritor
- 2005 : Acting Class (cortometraje) (productor y escritor - como Ron Shetler)

### Como compositor de banda sonora
- 1974 : Candy Stripe Nurses de Alan Holleb